# توماس شانون
توماس شانون (به انگلیسی: Thomas Shannon) (زاده ۱۹۵۸) سیاست‌مدار و دیپلمات آمریکایی، معاون امور سیاسی وزیر امور خارجه ایالات متحده آمریکا و مشاور وزیر امور خارجه این کشور است. سپتامبر ۲۰۱۵ کاخ سفید رسماً اعلام کرد که شانون از دوم اکتبر ۲۰۱۵ جانشین وندی شرمن معاون سیاسی وزارت امور خارجه آمریکا خواهد شد.
توماس شانون از سال ۱۹۸۴ وارد وزارت امور خارجه آمریکا گردید و و از سوابق او می‌توان به عضویت در شورای امنیت ملی آمریکا، معاونت نیم‌کره غربی وزارت امور خارجه و سفیر آمریکا در برزیل اشاره کرد.